# Liste der Kulturgüter in Uerkheim
Die Liste der Kulturgüter in Uerkheim enthält alle Objekte in der Gemeinde Uerkheim im Kanton Aargau, die gemäss der Haager Konvention zum Schutz von Kulturgut bei bewaffneten Konflikten, dem Bundesgesetz vom 20. Juni 2014 über den Schutz der Kulturgüter bei bewaffneten Konflikten sowie der Verordnung vom 29. Oktober 2014 über den Schutz der Kulturgüter bei bewaffneten Konflikten unter Schutz stehen.
Objekte der Kategorie A sind im Gemeindegebiet nicht ausgewiesen, Objekte der Kategorie B sind vollständig in der Liste enthalten, Objekte der Kategorie C fehlen zurzeit (Stand: 1. Januar 2023). Unter übrige Baudenkmäler sind weitere geschützte Objekte zu finden, die in der Bau- und Nutzungsordnung der Gemeinde verzeichnet und nicht bereits in der Liste der Kulturgüter enthalten sind.

## Kulturgüter
| Foto |                                                                         | Objekt                                                      | Kat. | Typ | Standort                             | Beschreibung |
| ---- | ----------------------------------------------------------------------- | ----------------------------------------------------------- | ---- | --- | ------------------------------------ | --- |
| ja   | Datei hochladen · Wikidata zu Evangelisch-reformierte Kirche (Q2137107) | Evangelisch-reformierte Kirche und Pfarrhaus KGS-Nr.: 00271 | B    | G   | Dorfstrasse 44, 44.1 644335 / 239653 | Einfache Kirche mit bis auf das 12. Jahrhundert zurückreichendes Schiff, 1520 um einen Chor ergänzt. Satteldach mit Dachreiter und Spitzhelm. Daneben steht das 1747 erbaute und 1787 um ein Stockwerk erhöhte Pfarrhaus, ein dreigeschossiger rechteckiger Kubus unter Walmdach. |
| ja   | Datei hochladen · Wikidata zu Getreidemühle Uerkheim (Q29580886)        | Getreidemühle KGS-Nr.: 15835                                | B    | G   | Dorfstrasse 67 644198 / 239226       | 1797 erbaute Getreidemühle. |

## Übrige Baudenkmäler
| ID  | Foto |                 | Objekt                             | Typ | Standort                                  | Beschreibung |
| --- | ---- | --------------- | ---------------------------------- | --- | ----------------------------------------- | ------------ |
| 901 | BW   | Datei hochladen | Evangelisch-methodistische Kapelle | G   | Dorfstrasse 101 643798 / 238709           |              |
| 902 | BW   | Datei hochladen | Ehemaliges Schulhaus               | G   | Alte Hinterwilerstrasse 3 643093 / 239407 |              |
| 905 | BW   | Datei hochladen | Waschhaus                          | G   | Dorfstrasse 44.3 644322 / 239603          |              |
| 907 |      | Datei hochladen | Rudolfhaus                         | G   | Koordinaten fehlen! Hilf mit.             |              |
| 908 |      | Datei hochladen | Speicher                           | G   | Koordinaten fehlen! Hilf mit.             |              |
| 909 |      | Datei hochladen | Speicher                           | G   | Koordinaten fehlen! Hilf mit.             |              |

Legende: Siehe Legende der Liste der Kulturgüter von nationaler und regionaler Bedeutung. Anstelle der KGS-Nummer wird als Objekt-Identifikator (ID) die Inventar- oder Gebäudenummer in der Bau- und Nutzungsordnung der Gemeinde verwendet.